# Аленкур (Эна)
Аленку́р (фр. Alaincourt) — коммуна во Франции, находится в регионе Пикардия. Департамент коммуны — Эна. Входит в состав кантона Рибмон. Округ коммуны — Сен-Кантен.
Код INSEE коммуны — 02009.

## Население
Население коммуны на 2010 год составляло 503 человека.
| 1962 | 1968 | 1975 | 1982 | 1990 | 1999 | 2010 |
| ---- | ---- | ---- | ---- | ---- | ---- | ---- |
| 454  | 434  | 425  | 504  | 521  | 465  | 503  |

## Экономика
В 2010 году среди 348 человек трудоспособного возраста (15—64 лет) 235 были экономически активными, 113 — неактивными (показатель активности — 67,5 %, в 1999 году было 69,2 %). Из 235 активных жителей работали 213 человек (117 мужчин и 96 женщин), безработных было 22 (13 мужчин и 9 женщин). Среди 113 неактивных 24 человека были учениками или студентами, 48 — пенсионерами, 41 были неактивными по другим причинам.